# Carlo Amoretti
Carlo Amoretti (* 16. März 1741 in Oneglia, heute Imperia (Ligurien); † 24. März 1816 in Mailand) war ein italienischer Gelehrter.

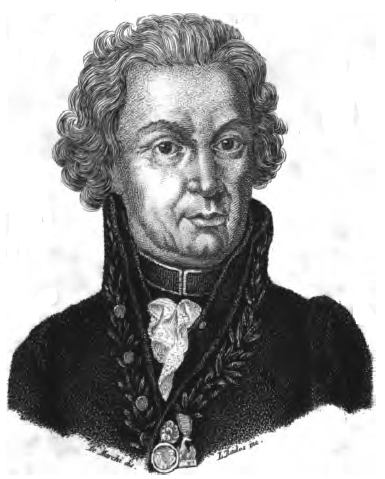
Carlo Amoretti

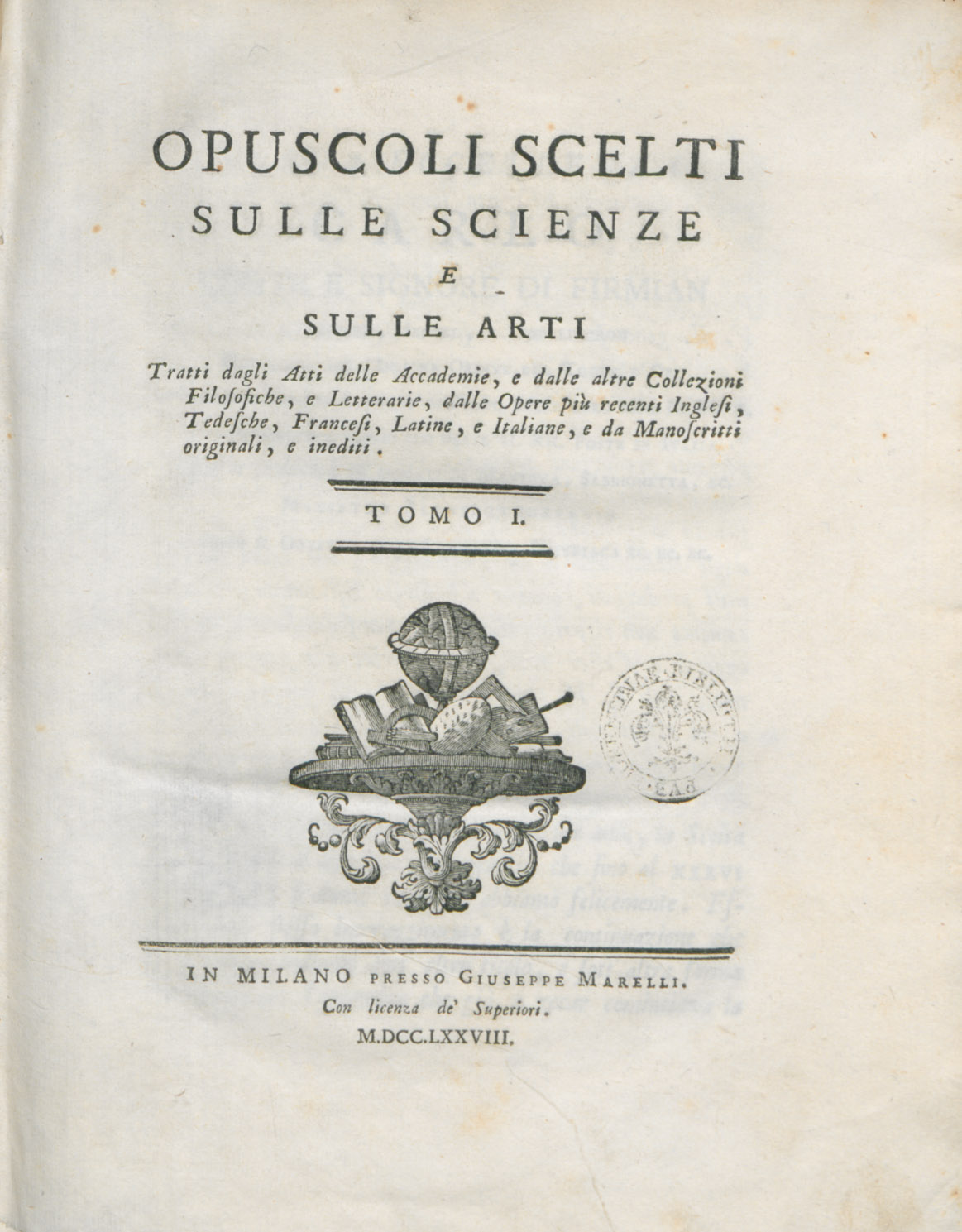
Opuscoli scelti sulle scienze e sulle arti, 1778

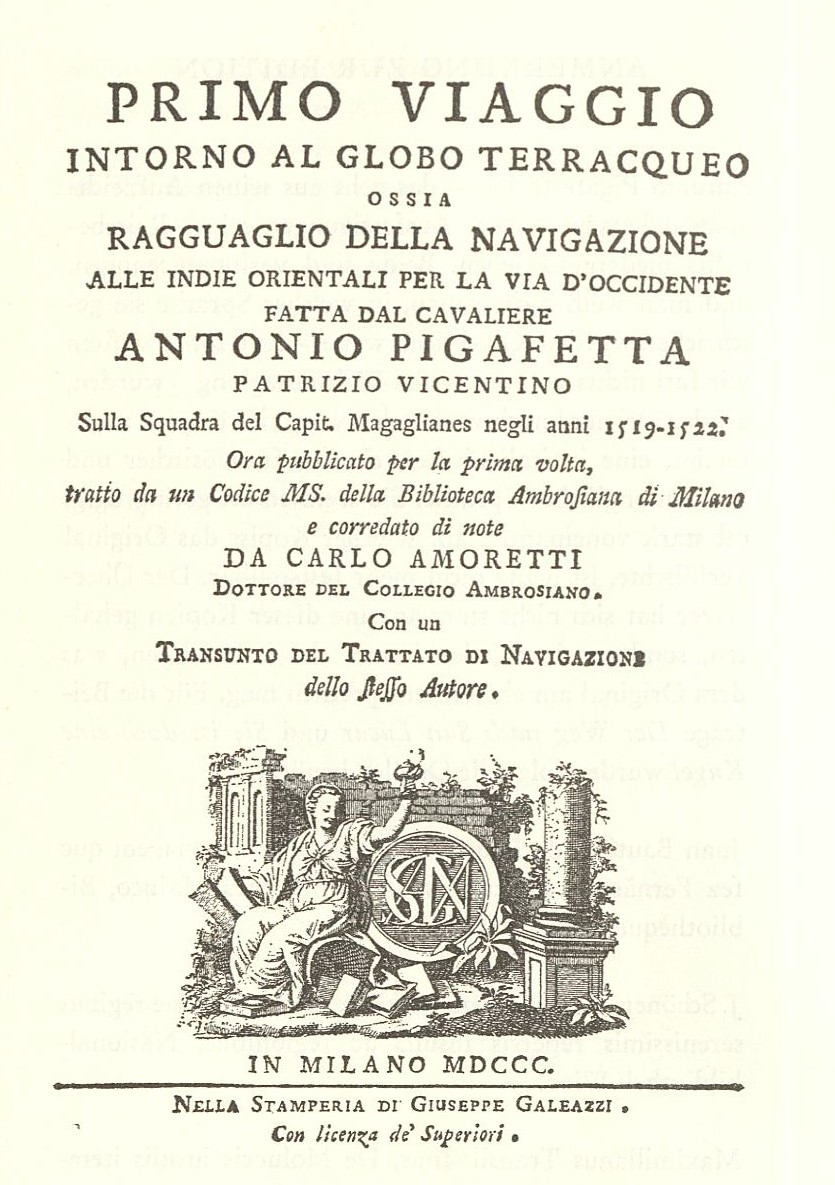
Neuausgabe von Pigafettas Bericht von der Weltumsegelung Magellans, 1800

## Leben
Nachdem der Sohn eines reichen Kaufmanns die Schule der Piaristen besucht hatte, trat Amoretti 1757 mit 16 Jahren in den Augustinerorden ein. Zur Vertiefung seiner Studien ging er zunächst nach Pavia, dann nach Parma. Dort wurde er bald Verfechter der Reformen des Ministers Guillaume Du Tillot. Nach der Aufhebung der Orden im Herzogtum Parma 1769 wurde Amoretti Weltgeistlicher und erhielt  an der Universität Parma eine Professur für Kirchenrecht, die er nach dem Sturz Du Tillots wie Claude-François-Xavier Millot, Francesco Soave und andere Anhänger des Ministers verlor. Amoretti ließ sich in Mailand nieder, wo er seinen Lebensunterhalt als Erzieher im Hause des Marchese Ferdinando Cusani sichern konnte. Neben zahlreichen anderen Veröffentlichungen erschien 1779 eine italienische Ausgabe der Geschichte der Kunst im Altertum von Johann Joachim Winckelmann. 1797 wurde Amoretti zum Bibliothekar der Biblioteca Ambrosiana berufen.
Amoretti hat sich besonders um die Mineralogie wie anderseits um die Paläographie und Kunstgeschichte verdient gemacht. Seit 1808 war er korrespondierendes Mitglied der Bayerischen Akademie der Wissenschaften.
Die Juristin Maria Amoretti (1756–1787) war seine Nichte.

## Werke (Auswahl)
- Nuova scelta d'opuscoli interessanti sulle scienze e sulle arti. Mailand 1775–88 (27 Bde.)
- Viaggio di Milano ai tre laghi maggiore. Mailand 1794 (Ausgaben online: 1801; 1817).
- Della raddomanzia ossia elettrometria animale ricerche fisiche e storiche. Mailand 1808 (online).
- Elementi di elettrometria animale. Mailand 1816 (online).
- Opuscoli scelti sulle scienze e sulle arti. Band 1. Giuseppe Marelli, Milano 1778 (italienisch, Online).
- Opuscoli scelti sulle scienze e sulle arti. Band 2. Giuseppe Marelli, Milano 1779 (italienisch, Online).
- Opuscoli scelti sulle scienze e sulle arti. Band 3. Giuseppe Marelli, Milano 1780 (italienisch, Online).
- Opuscoli scelti sulle scienze e sulle arti. Band 4. Giuseppe Marelli, Milano 1781 (italienisch, Online).
- Opuscoli scelti sulle scienze e sulle arti. Band 6. Giuseppe Marelli, Milano 1783 (italienisch, Online).